# 地獄のバスターズ
『地獄のバスターズ』（じごくのバスターズ、原題: Quel Maledetto Treno Blindato）は、1978年に公開されたイタリアの戦争映画。エンツォ・G・カステラーリ監督作。
日本では、『V-2ロケット強奪大作戦』や『ドイツ軍用列車』という邦題でテレビ放映されたことがある。

## ストーリー
フランスで護送中の囚人たちがドイツ軍の襲撃の際に逃げ出し、スイスへの脱出を試みる。だが、その途中でレジスタンスに特殊部隊と間違われ、V2ロケットのジャイロ・コンパス強奪作戦に参加することになる。

## キャスト
| 役名                                 | 俳優                       | 日本語吹替                                   | 日本語吹替                                             |
| 役名                                 | 俳優                       | 日本テレビ版                                 | テレビ東京版                                           |
| ------------------------------------ | -------------------------- | -------------------------------------------- | ------------------------------------------------------ |
| ロバート・イェーガー                 | ボー・スヴェンソン         | 石田太郎                                     | 玄田哲章                                               |
| フレッド・キャンフィールド           | フレッド・ウィリアムソン   | 朝戸鉄也                                     | 大塚明夫                                               |
| チャールズ・トーマス・バックナー大佐 | イアン・バネン             | 仁内達之                                     | 嶋俊介                                                 |
| トニー                               | ピーター・フートン         | 青野武                                       | 大塚芳忠                                               |
| バール                               | ジャッキー・ベースハート   | 鈴置洋孝                                     | 松本保典                                               |
| ニック                               | マイケル・ペルゴラーニ     | 上田敏也                                     | 千田光男                                               |
| アドルフ・サックス                   | ライムンド・ハームストロフ | 杉田俊也                                     | 堀之紀                                                 |
| ヴェロニク                           | ミシェル・コンスタンタン   | 石井敏郎                                     | 郷里大輔                                               |
| ニコル                               | デブラ・バーガー           | 高島雅羅                                     | 紗ゆり                                                 |
| 不明 その他                          |                            | 城山堅 千田光男                              | 小島敏彦 森一 辻親八 小野健一 近藤芳正 藤原啓治 中博史 |
|                                      |                            |                                              |                                                        |
| 演出                                 | 演出                       | 田島荘三                                     | 壷井正                                                 |
| 翻訳                                 | 翻訳                       | 大野隆一                                     | 松原桂子                                               |
| 効果                                 |                            |                                              |                                                        |
| 調整                                 | 調整                       |                                              | 高橋久義                                               |
| 制作                                 | 制作                       | コスモプロモーション                         | グロービジョン                                         |
| 解説                                 | 解説                       |                                              | 木村奈保子                                             |
| 初回放送                             | 初回放送                   | 1981年6月13日 『土曜映画劇場』 14:30 - 16:00 | 1991年4月18日 『木曜洋画劇場』 21:00 - 22:54           |

- HDニューマスター版DVD・BDには全ての日本語吹替を収録

## オマージュ
2009年、『地獄のバスターズ』から着想を得た、映画『イングロリアス・バスターズ』が公開された。監督はクエンティン・タランティーノ。